# Dům čp. 18 (Zlaté Hory)
Dům čp. 18 se nachází na náměstí Svobody ve Zlatých Horách v okrese Jeseník. Ministerstvo kultury České republiky ji v roce 2004 prohlásilo kulturní památkou ČR a je součástí městské památkové zóny.

## Historie
Zlaté Hory, někdejší Cukmantel, zažily největší rozvoj v 16. století, kdy zde byla výnosná těžba zlata. V 17. století je město za třicetileté války vyrabováno Švédy a pak následovaly čarodějnické procesy. Mezi další postihy v průběhu století (16., 17. 18. a 19. století) byly požáry, povodně, různé epidemie, válečné útrapy a ve 20. století světové války. Pohromy se projevily ve schopnosti obyvatel se vzchopit a město obnovit. Výstavba měšťanských domů od jeho povýšení na město ve 14. století byla těmito událostmi poznamenána. Většina domů má středověký původ. Jádro zděných domů se nachází v centru města a mají rysy renesančního slohu. Další přestavby jsou v empírovém slohu, ve kterém se stavělo nebo přestavovalo ještě v 19. století. Ve 20. století byly stavby měněny v historizujícím, secesním, postsecesním i tradicionálním stylu, a také v socialistické architektuře. Po vybourání hradeb se k zachovalému historickému centru napojovaly okrajové části a město se začalo rozrůstat do šířky. V 19. století došlo k zasypání vodního koryta (1802), které procházelo náměstím, empírové přestavbě, vydláždění ulic (dláždění náměstí v roce 1833) a zavedení pouličního osvětlení (olejové lampy 1839). Na začátku 20. století vznikají lázně (1879) nová pohostinství, plynárna (1905) a je stavěna kanalizace, vodovod, elektrifikace (do roku 1914) a výstavba nových domů (1914). V šedesátých letech dochází k úpravě náměstí, vybourání historických domů a stavbě unifikovaných staveb (panelových domů). V roce 1992 byla nad historickým jádrem Zlatých Hor vyhlášena městská památková rezervace, která zahrnuje domy na ulici Kostelní, Palackého, Polská a na náměstí Svobody.
Mezi domy památkové zóny patří měšťanský dům na náměstí Svobody čp. 18. Na středověkém jádře byl dům v roce 1903 přestavěn podle projektu stavitele Rudolfa Zelenky v novobarokním slohu. Původně řadový dům se stal rohovým po vybourání sousedního domu v druhé polovině 20. století. Před rokem 2016 byla provedena oprava střechy a střešního světlíku.

## Popis
Dům je řadová zděná patrová částečně podsklepená stavba na obdélníkovém půdorysu s mansardovou střechou. Osa střechy je změněna na podélnou k ose náměstí. Průčelí je trojosé, členěné kordonovou a korunní římsou. Přízemí má pásovou bosáž. V levé ose je prolomen pravoúhlý vchod, po jeho pravé straně pravoúhlá okna. Okna v patře opět pravoúhlá s bohatě zdobenými nadokenními římsami. Strmá plocha střechy má tři arkýře. Střední zděný mírně vystupuje ze střední osy fasády. Edikula arkýře je zakončena volutovým štítem s makovicí v hrotnici. Edikula je posazena na konzolové římse. Za štítem vikýře je pozorovatelna s kovovým křížem, makovicí a korouhví v podobě lvíčka s erbem; je ohraničena kovovým zábradlím. Ve střeše je skleněný světlík, který prosvětluje vnitřní tříramenné schodiště ve střední části. Chodba vede od vstupu z uličního průčelí až k zadnímu vchodu na dvůr. Stropy místností jsou plochostropé. Sklep má valenou klenbu.